# Schlappiner Joch
Il Schlappiner Joch (2.202 m s.l.m.) è un valico alpino lungo il confine tra Svizzera e Austria.
Collega Klosters nel Canton Grigioni con Sankt Gallenkirch nel Vorarlberg.
Dal punto di vista orografico il passo separa le Alpi del Silvretta, del Samnaun e del Verwall (ad est) dalla Catena del Rätikon (ad ovest), entrambe sottosezioni delle Alpi Retiche occidentali.